# Stipe Erceg
Stipe Erceg (/ˈstiː.pə ˈɛɐ̯.t͡sək/), né le 30 octobre 1974 à Split en Croatie, est un acteur croato-allemand.  Il est principalement connu pour son rôle de Peter dans le film allemand The Edukators.

## Filmographie
- 2003 : The Edukators de Hans Weingartner  : Peter
- 2004 : L'Annulaire de Diane Bertrand : le marin
- 2005 : Crash Test Dummies de Jörg Kalt : Arpad
- 2008 : La Bande à Baader de Uli Edel : Holger Meins
- 2008 : Chaostage de Tarek Ehlail : Severin
- 2009 : Bienvenue à Cadavres-Les-Bains de Wolfgang Murnberger : Ivgeniew
- 2011 : Hell de Tim Fehlbaum : Tom
- 2011 : Sans identité de Jaume Collet-Serra : Jones
- 2012 : Les Sœurs Vampires de Wolfgang Groos
- 2013 : Opération Libertad de Nicolas Wadimoff
- 2019 : Géométrie de la mort (série télévisée) : Anton Fried (photographe)
- 2019 :  Dans la gueule du loup de Josef Rusnak : Darko Tudor
- 2022 : Combat pour la justice de Charles Binamé : Pasko Ozdak
- 2023 : Sous la neige de Ursula Wolschlager : Prochazka